# Horní Borek
Horní Borek (Duits: Oberborek) is een Tsjechische plaats in de gemeente Červený Újezd in de regio Midden-Bohemen en maakt deel uit van het district Benešov. Het dorp ligt op ongeveer 2,5 km afstand van Červený Újezd.
Horní Borek telt 62 inwoners (2021).

## Geschiedenis
De eerste schriftelijke vermelding van het dorp dateert van 1318.
Sinds 1967 maakt Horní Borek deel uit van de gemeente Červený Újezd.

## Verkeer en vervoer

### Autowegen
Er leidt een regionale weg naar het dorp.

### Spoorlijnen
Er is geen station in Horní Borek. Het dichtstbijzijnde station is in Červený Újezd.

### Buslijnen
Er is één bushalte in het dorp:
| Halte                           | Lijn | Traject         | Vervoerder   |
| ------------------------------- | ---- | --------------- | ------------ |
| Červený Újezd, Horní Borek (BN) | 569  | Miličín - Mezno | ČSAD Benešov |

## Galerij

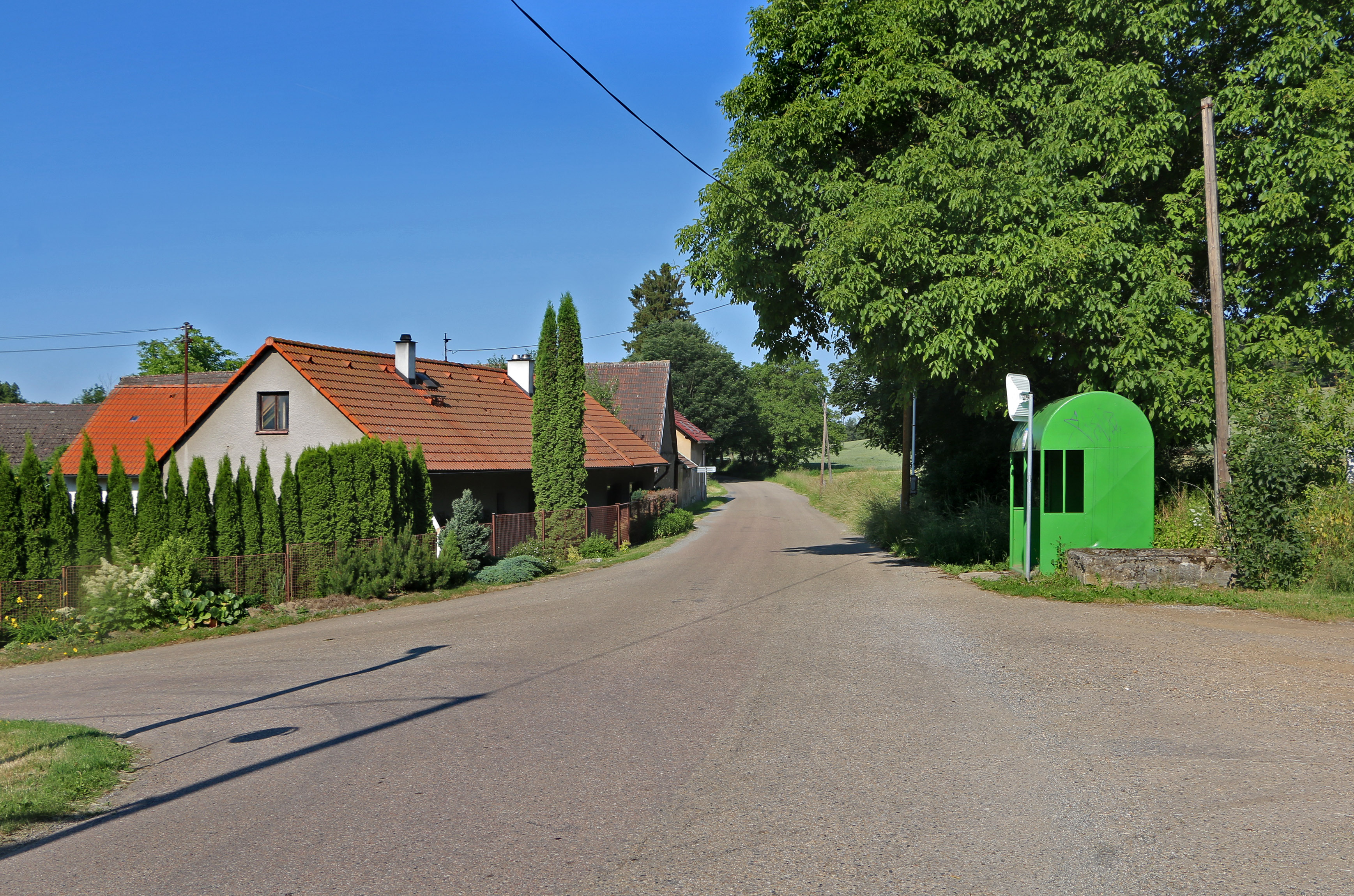
Bushalte in het dorp (2017)
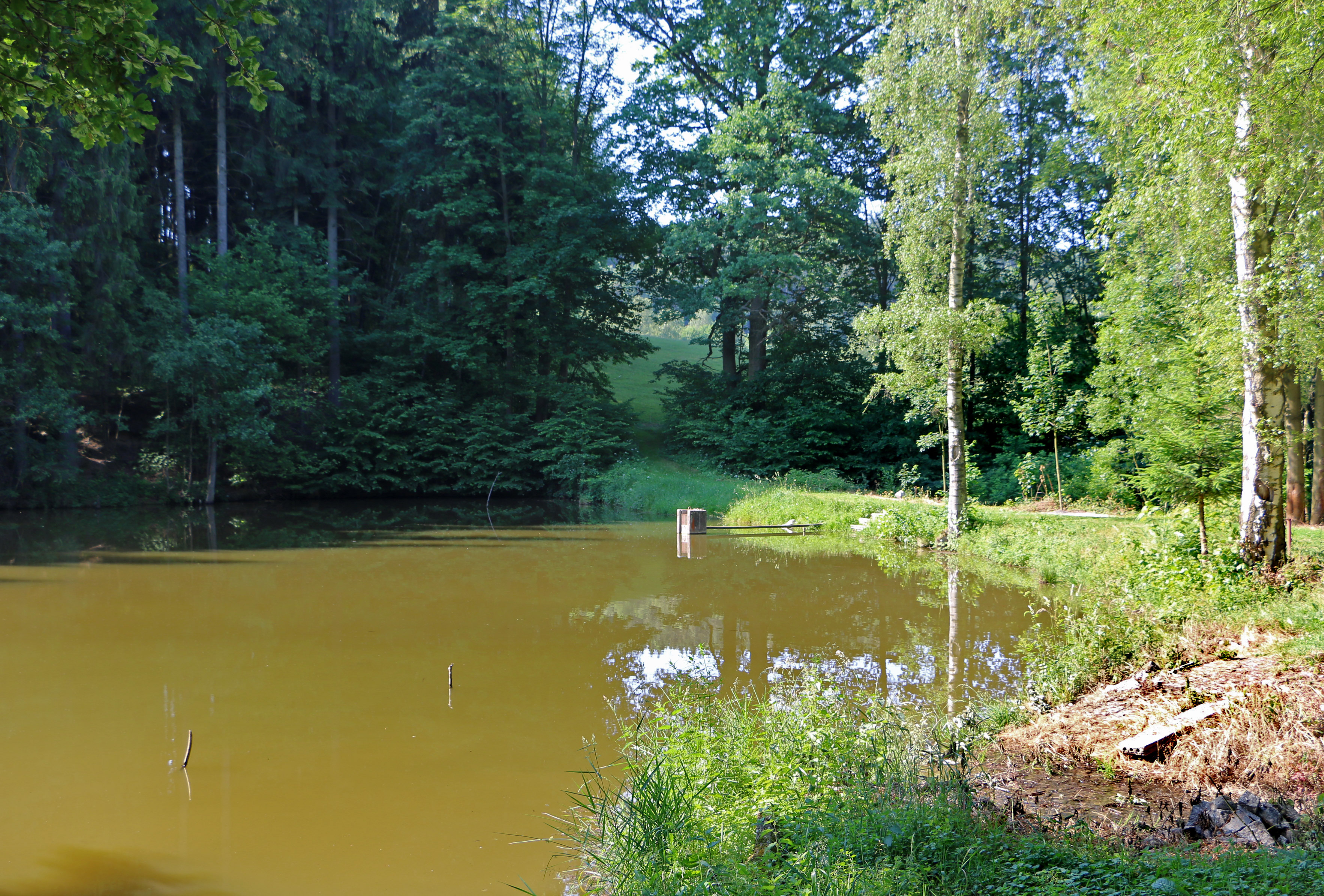
Vijver nabij het dorp (2017)
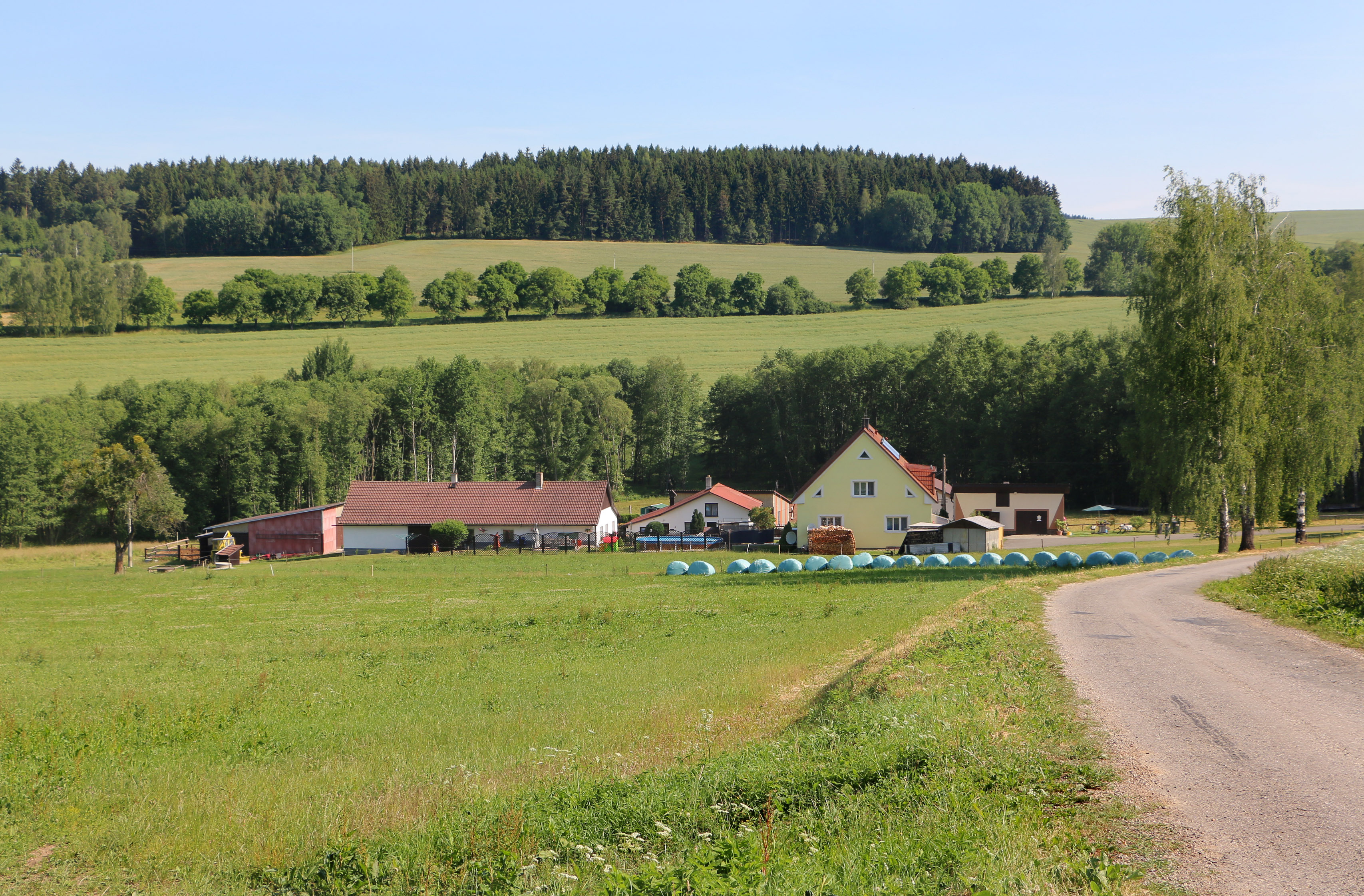
Kubátů-huis (2017)
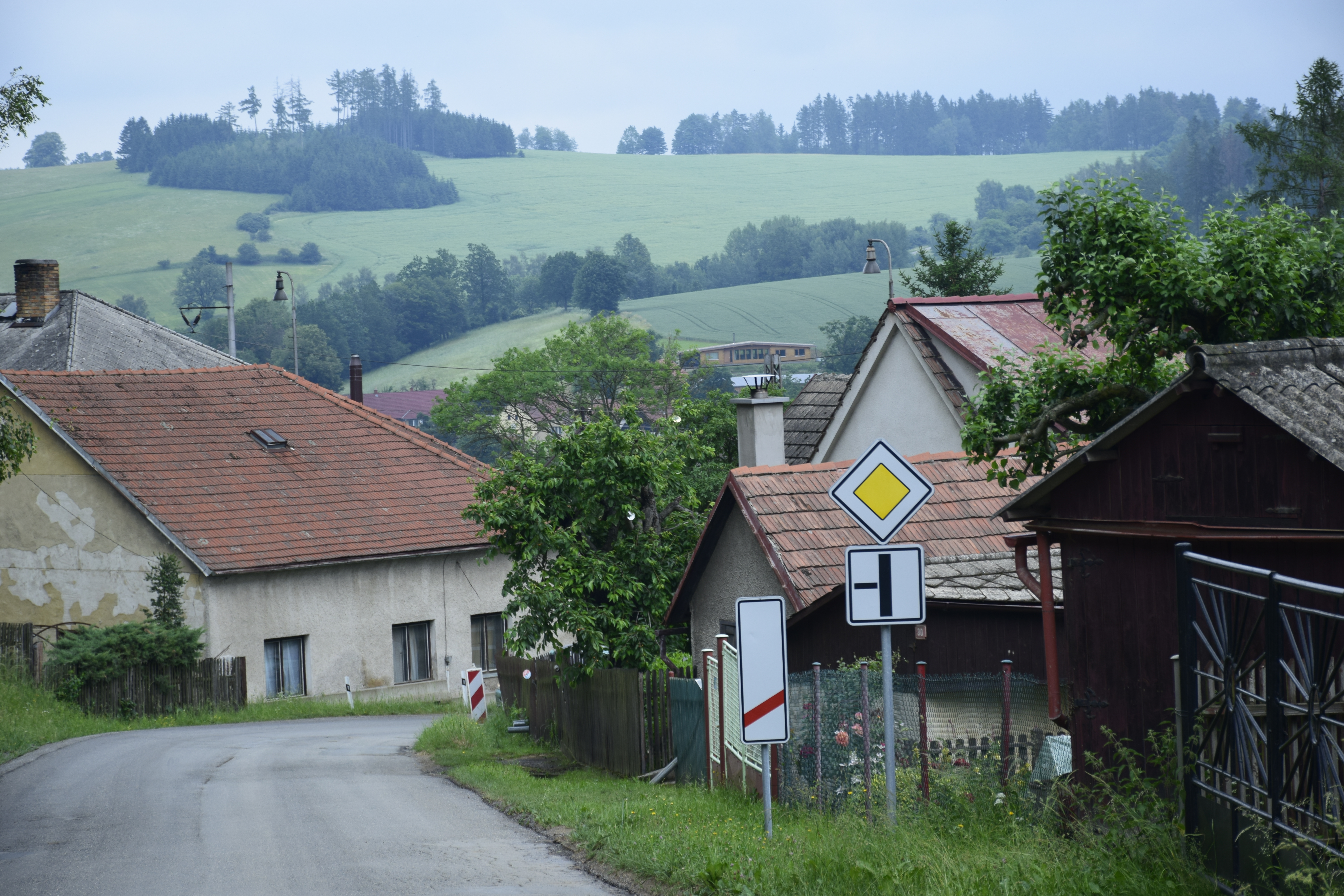
Heuvelweg (2019)